# Patrick De Napoli
Patrick De Napoli (ur. 17 listopada 1975 w Baarze) – szwajcarski piłkarz, mający za sobą występy m.in. w Grasshopper Club Zürich, FC Aarau i BSC Young Boys. W trakcie kariery zawodniczej grywał na pozycji pomocnika. W latach 1997–1999 reprezentował kadrę Szwajcarii, w której rozegrał 4 spotkania.